# Fernand Allard l'Olivier

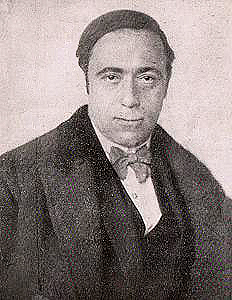
Fernand Allard l'Olivier

Fernand Allard l'Olivier, eigenlijk Florent-Joseph-Fernand Allard (Doornik, 12 juli 1883 - Yanongé, Belgisch-Kongo, 9 juni 1933) was een Belgisch kunstschilder. Hij maakte vooral naam met zijn schilderijen van Belgisch-Kongo.

## Leven en werk
Fernand Allard l'Olivier was de zoon van de graveur en aquarellist Charles Allard. Al op jonge leeftijd trok hij naar Parijs om kunstschilder te worden. Hij trad in de leer bij William Bouguereau en werkte in de ateliers van Jean-Paul Laurens en Jules Adler. Hij schilderde in een academische, realistische stijl, maar maakte ook veel decoratieve werken, vooral in opdracht. Hij had een atelier in Montmartre. In 1912 huwde hij Juliette Rossignol, met wie hij twee kinderen kreeg.
Tijdens de Eerste Wereldoorlog keerde Allard l'Olivier terug naar België en werd frontschilder in het leger. Na de oorlog reisde hij als illustrator voor de Belgische pers onder andere naar Polen, Italië, Sicilië en Tripoli. In 1928 maakte hij zijn eerste grote reis naar Belgisch-Kongo, in opdracht van de regering, om er een reeks propagandistische schilderijen te maken. Hij verbleef lange tijd bij het Kivumeer en maakte er werken in olie en waterverf. Met deze monumentale schilderijen had hij veel succes tijdens de Wereldtentoonstelling van 1930 in Antwerpen, waar ze in de centrale hal hingen.
In 1932 vertrok Allard l'Olivier voor een tweede reis naar de Kongo. Tijdens deze reis overleed hij na een ongeluk op de rivier de Kongo, te Yanongé, nabij Stanleystad, thans Kisangani. Hij was nog geen vijftig jaar oud.
Werk van Allard l'Olivier bevindt zich in het Instituut voor Tropische Geneeskunde te Antwerpen, het Museum voor Schone Kunsten te Doornik en het Koninklijk Museum voor Midden-Afrika te Tervuren.

## Galerij

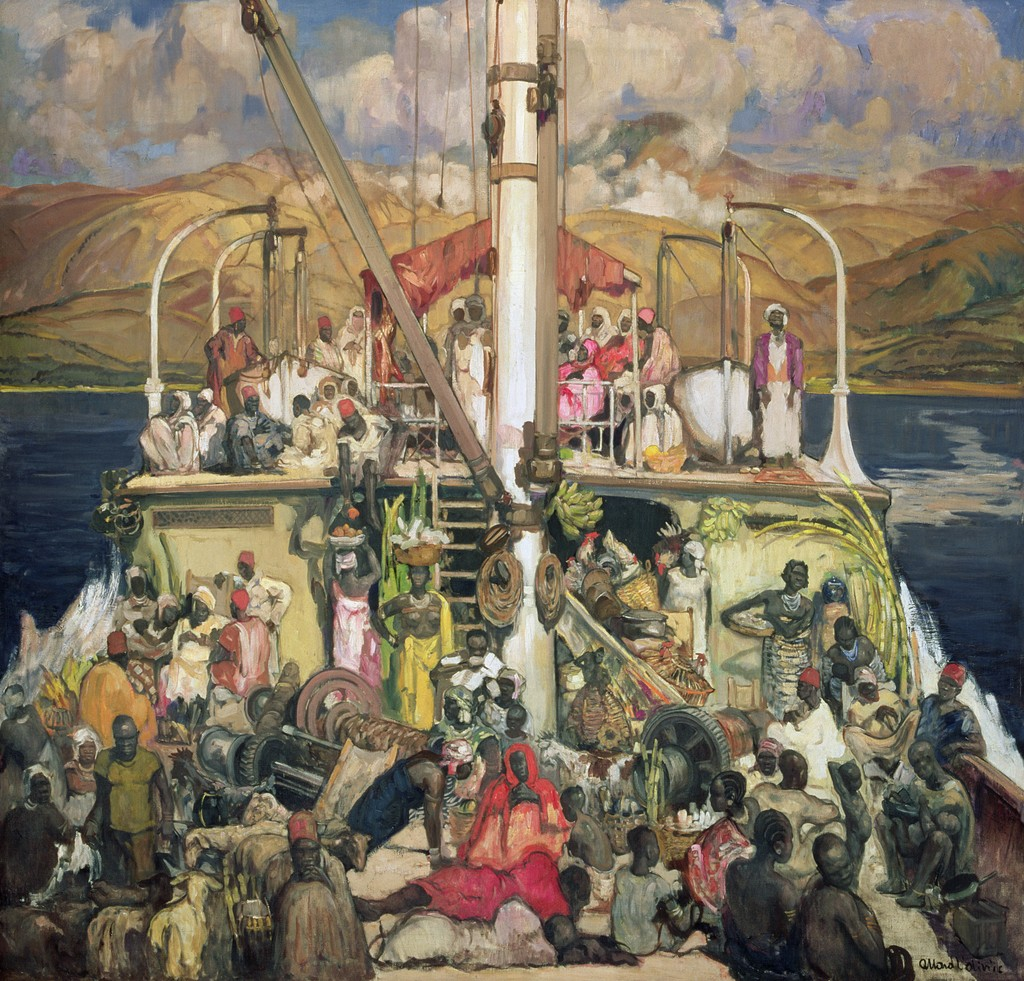
Pont
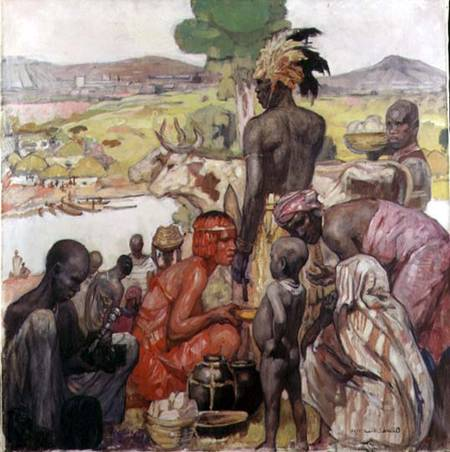
Matadi, Kivu
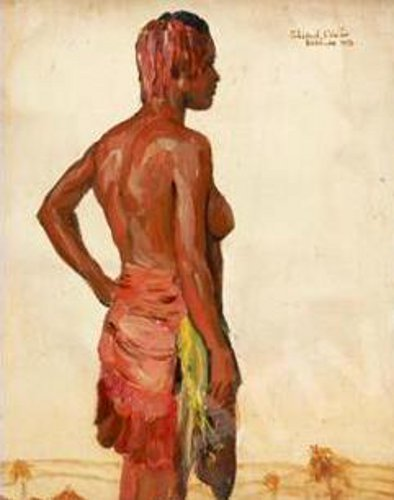
Africaine à Kabinda
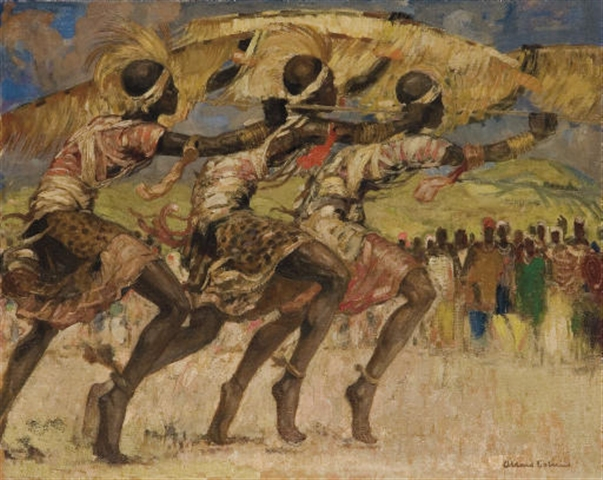
Les Lévriers de Musinga
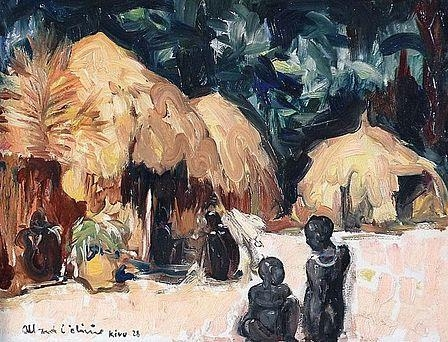
Village à Kivu
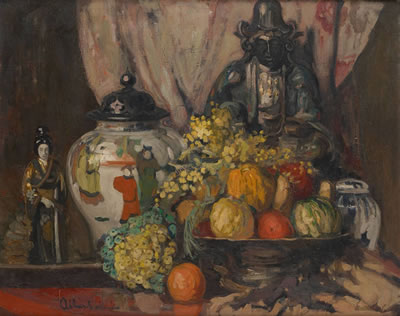
Nature morte aux chinoiseries
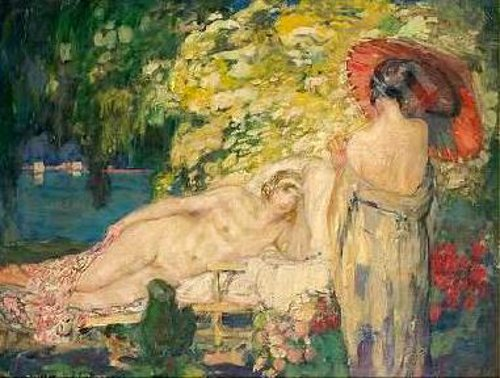
Conversation dan un jardin
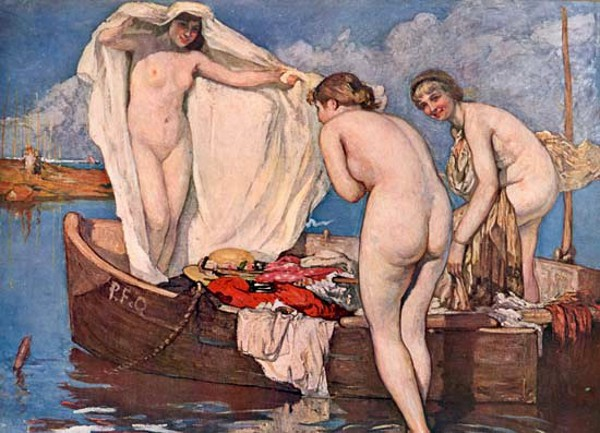
Baigneuses surprises
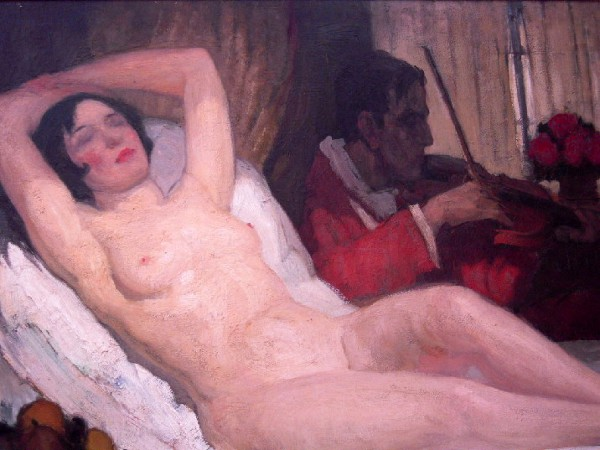
Délassement
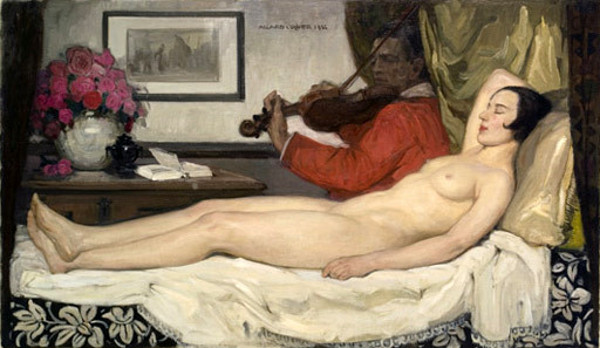
Sérenade